# 몽탄대교
몽탄대교(夢灘大橋)는 대한민국 전라남도 무안군 몽탄면에서 나주시 동강면을 잇는 영산강을 횡단하는 다리이다. 영산강대교가 개통되기 전에는 국가지원지방도 제49호선의 다리였다.